# 千賀健史
千賀 健史（ちが けんじ、1982年10月30日 - ）は、日本の写真家。リサーチをベースとしたドキュメンタリー作品を発表する。作品は時に事実だけではなく事実に基づいたフィクションも織り交ぜて表現されている。

## 経歴
- 1982年、滋賀県生まれ。
- 2005年、大阪大学基礎工学部卒業。
- 同年、写真作家としての活動を開始
- 2016年、REMINDERS PHOTOGRAPHY STRONGHOLDで中国人写真家Qian Chaoによるワークショップを受講したことをきっかけに、ハンドメイドによる写真集作りをはじめる。その後もキュレーターである後藤由美からは作品の制作においてアドバイスを受ける事となる
- 2016年、KMoPA主催のヤングポートフォリオ2016に選抜、作品を収蔵される
- 2017年、第16回「 1_WALL」写真部門グランプリ受賞[1]
- 2017年、Kassel Dummy Award に2作品ショートリスト入り[2]
- 2018年、Breda Photo Portfolio Review   Lens Culture賞、受賞
- 2019年、OBSCURA FESTIVAL "The Suicide Boom" ショートリスト入り
- 2019年、Kassel Dummy Awardに1作品ショートリスト入り[3]
- 2019年、アルル国際写真祭 The Luma Rencontres Dummy Book Award Arlesに "The Suicide Boom" ショートリスト入り[4]
- 2019年、第8回大理国際写真祭 最優秀新人写真家賞、受賞[5]
- 2020年、東川賞、国内作家賞ノミネート
- 2021年、Canon 写真新世紀 優秀賞、受賞
- 2022年、シンガポール国際写真祭　ダミーブックアワード受賞

## エピソード
本人のインスタグラムによると、フクロモモンガをペットとして飼っている

## 展示歴
- 2017年、Kiyosato Young Portfolio / 清里フォトアートミュージアム (日本)
- 2017年、16th 写真1_WALL exhibition ファイナリスト展 / ガーディアンガーデン(日本)
- 2018年、1_WALL グランプリ個展 / ガーディアンガーデン (日本)
- 2018年、Tsuka Exhibition 現代日本写真家展/ Center of Contemporary Photography in Melbourne (オーストラリア)
- 2018年、ブレダフォトフェスティバル 2018 / ELECTRON MotMot Gallery (オランダ)
- 2018年、Daikanyama Photo Fair / gallery ON THE HILL (日本)
- 2018年、個展 " The Suicide Boom " / Reminders Photography Stronghold (日本)
- 2019年、アルル国際写真祭 / Luma Rencontres Dummy Book Award Arles 2019 (フランス)
- 2019年、OBSCURA FESTIVAL / HIN BUS DEPOT (マレーシア)
- 2019年、第8回大理国際写真祭 "Hai, Dozo  A new generation of Japanese Photographers" (中国)

## 写真集
- happn（2017年）
- Bird, Night, and then.（2017年）
- The Suicide Boom（2018年）
- HIJACK GENI（2022年）